# Eustaquio Méndez (provins)

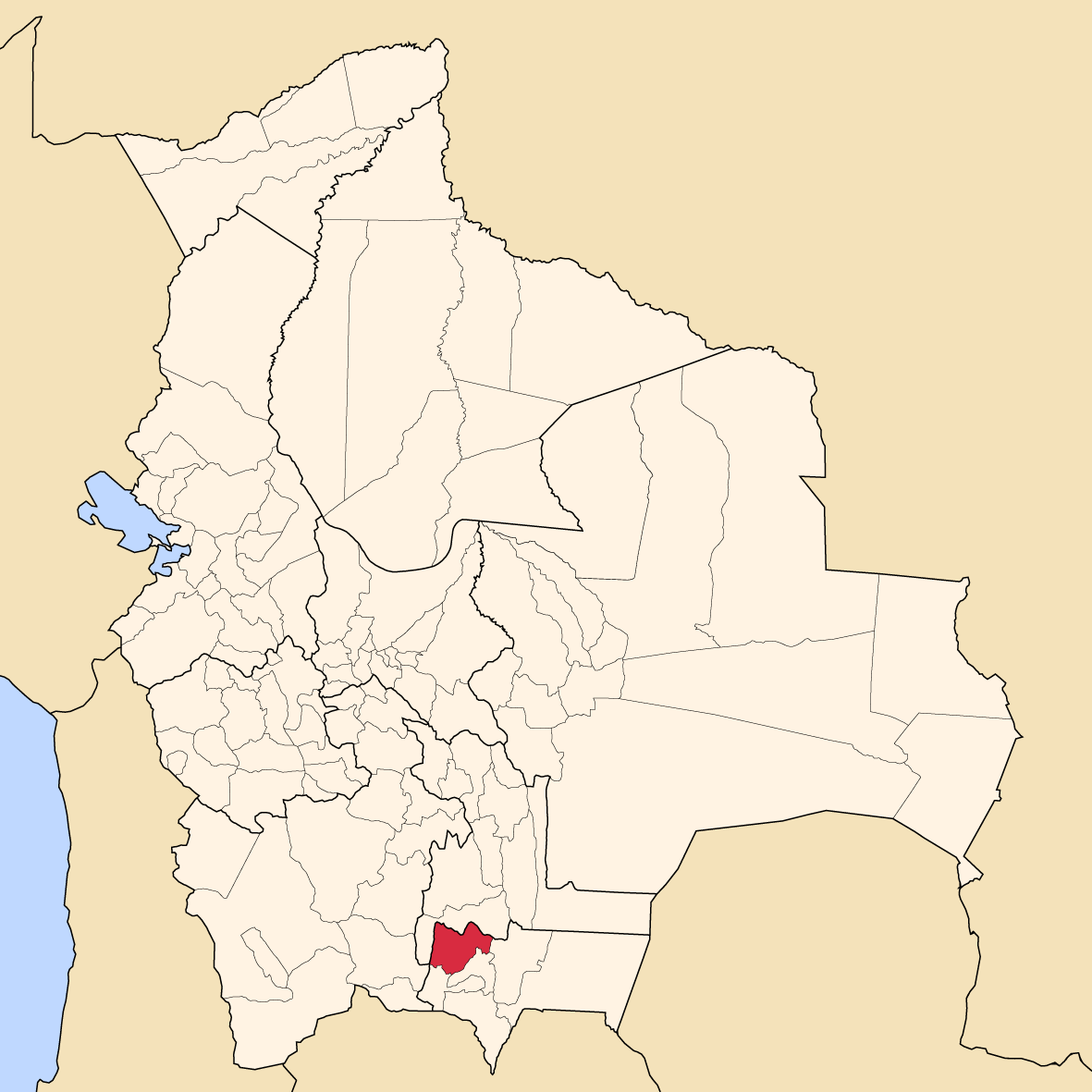
Provinsens läge i Bolivia

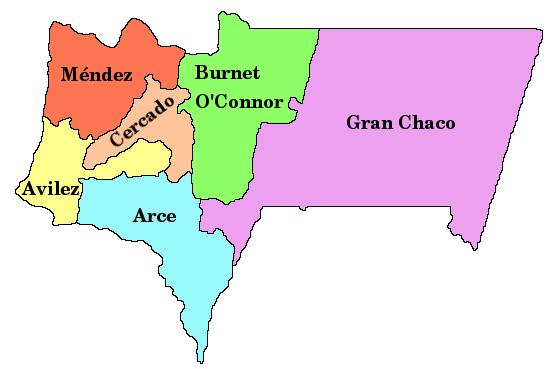
Provinser i Tarija

Eustaquio Méndez är en provins i departementet Tarija i Bolivia. Den administrativa huvudorten är San Lorenzo.